# Kosin Duży
Kosin Duży (niem. Gr. Koschin See) – niewielkie, płytkie jezioro na Równinie Drawskiej, w powiecie strzelecko-drezdeneckim, w gminie Drezdenko.
Jezioro położone wśród lasów sosnowych około 1000 metrów na zachód od miejscowości Lubiewo.